# Thaeides xavieri
Thaeides xavieri es una especie de mariposas perteneciente a la familia Lycaenidae. Fue descrita por Jean-François Le Crom y Kurt Johnson en 1997. Se encuentra en Colombia.